# Hymne de la Communauté valencienne
L'Himne de l'Exposició (« Hymne de l'Exposition », en français), également connu comme l'Hymne de la Communauté valencienne, est une création musicale issue de la collaboration entre le compositeur José Serrano Simeón et l'écrivain Maximilià Thous i Orts. À l'origine commandé dans le cadre de l'Exposition régionale valencienne de 1909, il est déclaré « hymne régional » en 1925 (durant la dictature de Primo de Rivera), avant de devenir l'hymne officiel de la Communauté valencienne en 1984 par le biais de la loi valencienne sur la symbologie de la région.
L'hymne a été souvent durement critiqué, notamment à cause de son ton espagnoliste grandiloquent et du fait que son adoption renvoie à un dictature autoritaire.
Lors de sa candidature comme conseillère municipale à Valence en 1986, la militante du parti blavériste Union valencienne María Dolores García Broch déclare publiquement qu'ils n'ont pas besoin de programme car « nuestro programa está contenido en el himno regional » (« notre programme est contenu dans l'hymne régional »).